# Dušan Simović
Dušan Simović (srbsko Душан Симовић), srbski general, * 9. november 1882, Kragujevac, Srbija, † 26. avgust 1962, Beograd, Srbija.

## Življenjepis
Bil je udeleženec balkanskih vojn, sodeloval je v prvi svetovni vojni.
Med letoma 1938 in 1941 je bil načelnik štaba Vrhovnega poveljstva Vojske Kraljevine Jugoslavije in spomladi leta 1941 je z državnim udarom postal predsednik Vlade Kraljevine Jugoslavije.